# 陆士新
陆士新（1929年12月12日—2019年12月6日），江苏盐城人，中国病理生理学家，中国医学科学院肿瘤研究所研究员。1997年当选为中国科学院院士。

## 生平
1929年12月12日生于上海。祖籍江苏盐城。
1956年毕业于大连医学院。
1961年3月获罗马尼亚布加勒斯特医学院副博士学位。
1961年至1965年在中国医学科学院实验医学研究所从事激素与肿瘤的研究。
1971年开始在中国医学科学院肿瘤研究所研究人食管癌病因，主要贡献如发现今林州市的林县酸菜与促癌物甲基苄基亚硝胺和Roussin红甲酯的关系。
1979年2月至1980年3月赴国际癌症研究机构进修。
1982年在国际癌症研究机构工作3个月，研究化学致癌机理。
1986年在美国哥伦比亚大学肿瘤中心从事分子生物学研究。
1988年起任中国医学科学院肿瘤研究所所长。
1990年作为访问学者在美国国家癌症研究所工作2个月。
1997年当选为中国科学院院士。
因病于2019年12月6日逝世，享年90岁。